# Vassjön (Los socken, Dalarna)
Vassjön är en sjö i Ljusdals kommun i Orsa Finnmark inom landskapet Dalarna och ingår i Dalälvens huvudavrinningsområde. Sjön är 14,2 meter djup, har en yta på 1,48 kvadratkilometer och befinner sig 451,1 meter över havet. Sjön avvattnas av vattendraget Vassjöån.

## Delavrinningsområde
Vassjön ingår i det delavrinningsområde (683078-144529) som SMHI kallar för Utloppet av Vassjön. Medelhöjden är 500 meter över havet och ytan är 11,36 kvadratkilometer. Det finns ett avrinningsområde uppströms, och räknas det in blir den ackumulerade arean 21,93 kvadratkilometer. Vassjöån som avvattnar avrinningsområdet har biflödesordning 3, vilket innebär att vattnet flödar genom totalt 3 vattendrag innan det når havet efter 431 kilometer. Avrinningsområdet består mestadels av skog (73 procent). Avrinningsområdet har 1,52 kvadratkilometer vattenytor vilket ger det en sjöprocent på 13,3 procent.